# Annaba
Annaba (àrab: ولاية عنابة, ʿAnnaba), antigament coneguda en català com a Bona, és una ciutat d'Algèria, capital de la província homònima, situada prop del riu Wadi Seybouse i de la frontera amb Tunísia. La ciutat té una universitat que, el 2004, rebia 40.000 estudiants. Disposa d'aeroport internacional (Rabah Bitat) amb codi IATA: AAE. És el port més important d'Algèria pel que fa a l'exportació de minerals. El 2004, es calculava que la població de la província era de 608.700 habitants, dels quals 258.058 vivien a la ciutat el 2002 (quarta ciutat del país). És propenca al riu Seybouse i a la frontera de Tunísia.

## Història

### Prehistòria
La zona presenta restes d'ocupació prehistòrica a Ain el Hanech, prop de Saïda (vers 200.000 aC), amb diverses eines de pedra, especialment dels períodes leval·lois i mosterià, produïts per l'homo sapiens, sempre anteriors al 100.000 aC, i que són similars a d'altres de la zona. Algèria fou la zona de màxim desenvolupament de les eines de pedra i os al Paleolític mitjà i elements datats després del 85.000 aC han estat classificats com del període aterià al lloc de Bir el Ater, al sud d'Annaba.

### Història Antiga
A l'antiguitat, la ciutat rebia el nom d'Hippo Regius, posteriorment Hipona, i va ser, probablement, fundada pels fenicis al segle XII aC. Al segle iii aC, especialment sota Masinissa I, i després sota els seus successors, la ciutat fou part del Regne de Numídia i va esdevenir vila reial; era el port que garantia les comunicacions comercials entre la costa i l'interior. Finalment, el Regne de Numídia va passar a Roma i així la ciutat passà a ser romana.

### Història medieval
Hipona va ser un centre de difusió del primer cristianisme. De fet, sant Agustí d'Hipona va ser bisbe del lloc entre 396 i 430. La ciutat posseeix ponts cristians, musulmans i romans.
El nom Annaba derivaria de Madinat al-unnab o de Bilad al-unnab (Ciutat o Vila del gínjol, una fruita). Fou ocupada pels vàndals el 430 i envaïda un segle després pels romans d'Orient.
Va passar als àrabs al segle vii. Els geògrafs àrabs l'anomenen Buna, segurament derivat d'Hipona. La vella ciutat estava en un turó on, probablement, hi havia la basílica de sant Agustí i, al seu peu, hi havia la vila de Sibus (del riu Seybouse, antic Sibus), també esmentada com Madinat Zawi, del nom d'un príncep zírida (desconegut), que l'hauria rebut en feu. La ciutat musulmana fou abandonada al segle xi per estar massa exposada a les inundacions, i va desaparèixer sota els al·luvions del riu Seybouse. Vers el 1033, a uns 5 km més enllà, es va construir Bona la Nova (Buna al-haditha), embrió de la moderna ciutat. La mesquita està datada l'any 1033 (després fou anomenada Sidi Abu Marwan per un santó local mort el 1111) i les muralles són del 1058.
El 1034, fou atacada per pisans i genovesos. El 1153, fou ocupada per Roger II de Sicília, que hi va instal·lar un príncep hammadita. El 1160, va caure en mans dels almohades. Vers el 1250, va passar als hàfsides, però va gaudir d'independència diverses vegades i d'altres va dependre de Bugia i de Constantina. Un contraatac marínida, amb suport del regne de Castella, fou efímer el 1360 i, per fer-hi front, Abu Hammu II demanà suport a Pere el Cerimoniós, i Mateu Mercer acudí amb quatre galeres, dues de catalanes i dues de mallorquines, ja que el Regne de València no en va proveir altres dues, per voluntat de Pere el Cerimoniós, en ajut d'Abu Hammu II, l'emir de Tremissèn contra els marínides, ajudats pel rei de Castella. Davant d'Annaba, fou derrotat per cinc galeres castellanes i portat a Castella, on Pere el Cruel el feu executar. El 1399, a conseqüència del saqueig de Torreblanca i altres atacs corsaris, Martí l'Humà realitzà dues croades contra Tedelis i Annaba.

### Història Moderna
El 1533, fou ocupada per Khair ed-Din Barba-rossa, cridat per la població. El 1535, la va ocupar el rei Carles I (emperador Carles V) fins al 1540, en què fou reconquerida pels turcs. Des de llavors, va romandre en mans dels otomans fins al 1830.
El 1830, fou ocupada pel general Damrémon, però la va haver d'evacuar; el comandant Huber la va tornar a conquerir el 1831, però, altre cop, per manca de comunicacions amb la resta de l'exèrcit, la va haver d'abandonar. L'abril del 1832, el capità D'Armandy va entrar a la ciutat per mar amb els seus canons i va quedar assetjat per cinc mil homes del bey de Constantina; el 8 d'abril, va rebre reforços i els assetjants es van retirar.

### Història Contemporània
Durant el govern francès, fou coneguda com a Bône. En anys següents (segle xix), la plana, plena de maresmes, es va assecar i es van fer grans treballs de millora dels terrenys, i esdevingué una zona de producció agrícola, vitícola i arborícola important, mercès a l'aigua del riu Seybouse. També s'hi van instal·lar una indústria de tractament de fosfats, cooperatives agrícoles, el port comercial i altres infraestructures que van convertir la ciutat en la més rica d'Algèria. Hi va sorgir un barri europeu que fou un dels principals establiments europeus d'Algèria, amb bon nombre de colons (pied-noir), entre els quals Alphonse Juin, mariscal de França i antic comandant de l'OTAN d'Europa Central, nascut el 1888.
El 4 d'agost de 1914, Bona fou bombardejada pels creuers alemanys Goeben i Bresland, i hi hagué molts morts. En la Segona Guerra Mundial, va servir de base als exèrcits britànic i americà, que hi van arribar el 13 de novembre del 1942. Fou bombardejada l'hivern del 1942 al 1943.
El 1958, va arribar als cent deu mil habitants. Personatges rellevants nascuts en aquests anys a la ciutat foren el dibuixant Roger Widenlocher (1953) i el cantant de varietats Phil Barney (1957). Els europeus i jueus van marxar el 1962. La ciutat va incrementar la seva població per l'èxode rural.

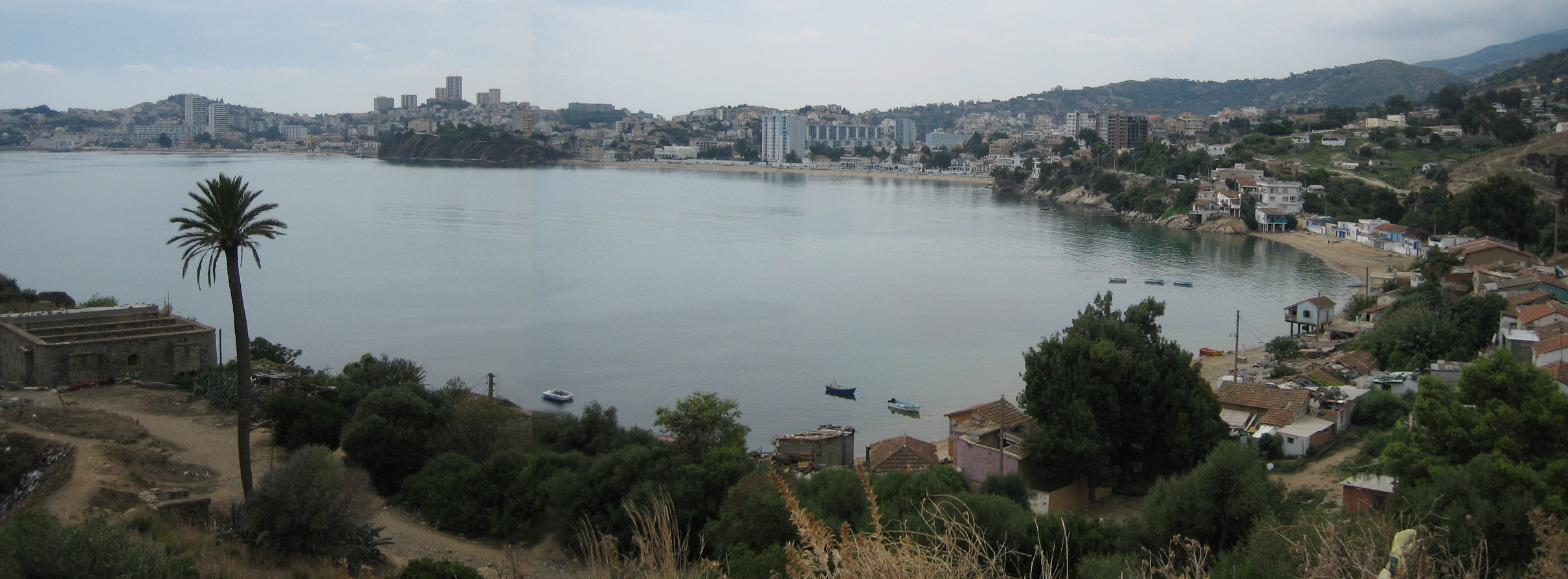
Costa d'Annaba.